# Dichostatoides albithorax
Dichostatoides albithorax là một loài bọ cánh cứng trong họ Cerambycidae.